# Campeonato Mundial de Pelota Vasca de 1958
El Campeonato del Mundo de Pelota Vasca de 1958 fue la 3ª edición del Campeonato del Mundo de Pelota Vasca, organizado por la Federación Internacional de Pelota Vasca (FIPV). Fue el primero organizado por Francia y tuvo las sedes en Biarritz, Bayona y Hossegor.

## Desarrollo
Inicialmente la FIPV en 1955 eligió a México para la organización de esta edición de los campeonatos, pero a finales de 1957 México anuncia que no los podía organizar hasta 1959 un año después de la fecha prevista. Ante esta situación, la Federación francesa se postuló para reemplazar a la mejicana y fue elegida por los organizadores.
El torneo se celebró entre el 11 y el 21 de septiembre de 1958, reunió a pelotaris de 10 países; España, Francia, Argentina, México, Uruguay, Cuba, Italia, Filipinas y Estados Unidos. El ganador final fue la selección de Francia, que obtenía su segundo título absoluto.

## Especialidades
Se disputaron 17 títulos mundiales en las diferentes especialidades, conforme el siguiente desglose (aunque únicamente de 15 de las especialidades) en el que se indica el ganador y medallistas de cada una de ellas:
Trinquete, cinco títulos:
| Especialidad    | Oro                                    | Plata                            |
| Mano individual | España F. Bengoechea                   | Uruguay A. Iraizoz               |
| Mano parejas    | Francia Harcaut-Ferrerres - J.B. Garat | España F. Bengoechea - J. Unanue |
| Paleta cuero    | Francia P. Barreits - J. Clairacq      | Argentina Martínez - J. Labat    |
| Paleta goma     | Argentina Olite - Dellecassagrande     | Uruguay Bernal - Bell            |
| Xare            | Argentina Elias - R. Labat             | Uruguay Pereira - Mas de Ayala   |

Frontón 36 metros, cuatro títulos:
| Especialidad    | Oro                              | Plata                            |
| Mano individual | España Pascual                   | Francia Etchart                  |
| Mano parejas    | España M. Ezpondoa - Beresaluze  | Francia Etchart - Larroque       |
| Paleta cuero    | Francia P. Bareits - P. Clairacq | España Azpitarte - Aristi        |
| Pala corta      | España Sola - Aristi             | Francia P. Bareits - P. Clairacq |
| Frontenis cuero | México Salazar - Sánchez         | España Castro - Vidal            |

Frontón 30 metros, dos títulos:
| Especialidad | Oro                            | Plata                          |
| Frontenis    | México Beltrán - J. Garibay    | Argentina A. Sehter - Salvador |
| Paleta goma  | Argentina A. Sehter - González | Uruguay Cevi - Telechea        |

Frontón 54 metros, dos títulos:
| Especialidad | Oro                                     | Plata                     |
| Cesta punta  | México Azcue - José Hamui               | España M. Balet - Chimela |
| Pala larga   | España Jesús Gurruchaga - Felipe Huarte | México Ramos - Prado      |

Plaza Libre, dos títulos:
| Especialidad | Oro | Plata                                                                                                  |
| Rebote       | Francia - Charles Etcheverry - Jean-Louis Bonnefonds - Jacques Errecalde - Jean Sallaberry - Aristide Bidart - François Sathicq | España - Jesus Maria Recondo - Miguel Recondo - Miguel Zalacain - Jose Iparraguirre - Carlos Echenique |
| Mano parejas | Francia - Pierre Inda - André Vivier - Martin Hauret                                                                            | España - Delfín Yániz - José María Ituarte                                                             |
| Pala         | Francia - Pierre Bareits - Bernard Bareits                                                                                      | España - José Luis Unanue - Ángel Beraza                                                               |

Nota 1: Se señalan únicamente los nombres de los pelotaris que disputaron las finales.

## Medallero
|   | País      | Oro | Plata | Bronce | Total |
| - | --------- | --- | ----- | ------ | ----- |
| 1 | Francia   | 6   | 3     | -      | 9     |
| 2 | España    | 5   | 7     | -      | 12    |
| 3 | Argentina | 3   | 2     | -      | 5     |
| 4 | México    | 3   | 1     | -      | 4     |
| 5 | Uruguay   | 0   | 4     | -      | 4     |

Nota 1: Se contabilizan en primer lugar el total de las medallas de oro y luego las de plata.
Nota 2: No se disputaron medallas de bronce.
Nota 3: La tabla del Medallero incluye todas las modalidades, incluida las de Plaza Libre que ya no se volverían a disputar.